# Thai Global Network
Thai Global Network (TGN) is een satelliettelevisie uit Thailand. TGN is het eerste en enige televisiekanaal in Thailand dat via de satelliet werkt. De zender staat onder het beheer van het koninklijke leger van Thailand.
TGN biedt 24 uur per dag programma's aan die worden uitgezonden over 170 verschillende landen over de 5 continenten. Er zijn verschillende programma's, waaronder nieuws, entertainment, muziek en andere aspecten van de Thaise cultuur.
TGN bereikt over de hele wereld zo'n 350 miljoen kijkers.